# 1807 no Brasil
Esta é uma cronologia dos fatos acontecimentos de ano 1807 no Brasil.

## Incumbente
- Vice-rei – Marcos de Noronha e Brito, 8.º Conde dos Arcos (1806–1808)

## Eventos
- 19 de setembro: A Capitania de São Pedro do Rio Grande do Sul é criada.
- 29 de Novembro: A família real portuguesa embarca para o Brasil na sequência da invasão do país por tropas napoleónicas.

## Nascimentos
- 24 de julho:  Vicente da Fontoura, líder civil da Revolução Farroupilha (m. 1860).
- 13 de dezembro: Joaquim Marques Lisboa, Patrono da Marinha do Brasil (m. 1897).

## Mortes
- 13 de maio: Rodrigo José António de Meneses, governador e capitão-general de Minas Gerais (n. 1750)